# Village People
Village People é um grupo de disco americano, conhecido por seus figurinos de palco e letras sugestivas em suas músicas. Ficaram mais conhecidos pelos seus mega-hits mundiais "Macho Man" e "Y.M.C.A.", ambos de 1978. O grupo, surgido em boates nos Estados Unidos, foi criado entre 1976 pelos produtores Jacques Morali e Henri Belolo. O nome originou-se do reduto gay de Nova Iorque na época, o Greenwich Village, e a banda ficou conhecida por apresentar-se com fantasias que evocavam símbolos de "masculinidade": um policial (Victor Willis), um índio norte-americano (Felipe Rose), um cowboy (Randy Jones), um operário (David "Scar" Hodo), um soldado (Alex Briley) e um motociclista (Glenn Hughes).
As suas animadas músicas contêm temas com ironias sutis, nem sempre percebidas pelos ouvintes nas décadas de 1970 e 80. O hit "Macho Man", de 1978, e seu videoclipe, onde aparecem vestidos como tipos "másculos", é um exemplo disso mesmo.
O sucesso aconteceu primeiro na Inglaterra, em 1977, com "San Francisco (You've Got Me)". Nos Estados Unidos, o sucesso veio em 1978, com "Macho Man". O grupo lançou também "Y.M.C.A.", "In The Navy", "Go West" (regravada em 1993 pela dupla inglesa Pet Shop Boys) e várias outras que também alcançaram êxito. Em 1980, apareceram no filme baseado na história do grupo, Can't Stop The Music, que em 1981 recebeu o troféu de pior filme do ano, na primeira edição do irônico Framboesa de Ouro. Este filme foi indicado também em várias categorias desta premiação, como pior ator, pior atriz, pior diretor, pior atriz coadjuvante e pior canção original.
Em 1995, Glenn Hughes foi substituído por Eric Anzalone. Os integrantes atuais do Village People são Victor Willis (policial), Javier Perez (índio norte-americano), James Lee (soldado), J. J. Lippold (motociclista), James Kwong (operário) e Nicholas Manelick (cowboy). Em 2001, Glenn Hughes, o motociclista original do grupo, morreu de câncer pulmonar. Jacques Morali, o fundador do grupo morreu em 1991, da AIDS. O produtor e empresário Henri Belolo continua atuando no mercado fonográfico, como um dos donos do selo francês Scorpio Music. A Black Scorpio, que nos anos 1970 e 1980 lançou os discos do Village People, é uma de suas afiliadas.
Apesar da associação da banda com a causa LGBT, especialmente com canções como "Y.M.C.A.", integrantes do grupo (como Victor Willis) negam que o grupo defenda essa causa e chegaram a ameaçar de processo qualquer pessoa que insinuasse tal associação.

## Integrantes

### Formação original
- Victor Willis (policial/almirante/gigolo/personagem indistinto)
- Felipe Rose (índio norte-americano)
- Alex Briley (soldado/personagem indistinto)
- Lee Mouton (motociclista)
- Mark Mussler (operário)
- David Forrest (cowboy)
- Peter Whitehead (personagem indistinto)

### Outras formações (1977–2023)
| 1977 a 1979 - Victor Willis (policial/almirante/gigolo/personagem indistinto) - Felipe Rose (índio norte-americano) - Alex Briley (soldado/marinheiro) - Glenn Hughes (vaqueiro) - David Hodo (operário) - Randy Jones (cowboy) | 1979 a 1980 - Ray Simpson (policial) - Felipe Rose (índio norte-americano) - Alex Briley (soldado/marinheiro) - Glenn Hughes (vaqueiro) - David Hodo (operário) - Randy Jones (cowboy) | 1981 a 1982 - Victor Willis (policial) - Ray Simpson (policial) - Felipe Rose (índio norte-americano) - Alex Briley (soldado/marinheiro) - Glenn Hughes (vaqueiro) - David Hodo (operário) - Jeff Olson (cowboy) |

| 1982 a 1984 - Miles Jaye (policial) - Felipe Rose (índio norte-americano) - Alex Briley (solado/marinheiro) - Glenn Hughes (vaqueiro) - Mark Lee (operário) - Jeff Olson (cowboy) | 1984 a 1985 - Ray Stephens (policial) - Felipe Rose (índio norte-americano) - Alex Briley (soldado/marinheiro) - Glenn Hughes (vaqueiro) - Mark Lee (operário) - Jeff Olson (cowboy) | 1987 a 1990 - Ray Simpson (policial) - Felipe Rose (índio norte-americano) - Alex Briley (soldado/marinheiro) - Glenn Hughes (vaqueiro) - David Hodo (operário) - Randy Jones (cowboy) |

| 1990 a 1995 - Ray Simpson (policial) - Felipe Rose (índio norte-americano) - Alex Briley (soldado/marinheiro) - Glenn Hughes (vaqueiro) - David Hodo (operário) - Jeff Olson (cowboy) | 1995 a 2013 - Ray Simpson (policial) - Felipe Rose (índio norte-americano) - Angel Morales (índio norte-americano 2008-2010) - Alex Briley (soldado/marinheiro) - Eric Anzalone (vaqueiro) - David Hodo (operário) - Jeff Olson (cowboy) | 2013 a 2017 - Ray Simpson (policial/almirante) - Felipe Rose (índio norte-americano) - Alex Briley (soldado/marinheiro) - Eric Anzalone (vaqueiro) - Bill Whitefield (operário) - Jim Newman (cowboy) |

| 2017 a 2018 - Victor Willis (policial/almirante) - Angel Morales (índio norte-americano) - Sonny Earl (soldado) - J. J. Lippold (vaqueiro) - James Kwong (operário) - Chad Freeman (cowboy) | 2018 a 2020 - Victor Willis (policial/almirante) - Angel Morales (índio norte-americano) - James Lee (soldado) - J. J. Lippold (vaqueiro) - James Kwong (operário) - Chad Freeman (cowboy) | 2021 a 2023 - Victor Willis (policial/almirante) - Isaac Lopez (índio norte-americano) - James Lee (soldado) - J. J. Lippold (vaqueiro) - James Kwong (operário) - Nicholas Manelick (cowboy) |

### Formação atual (2023–presente)
- Victor Willis (policial/almirante)
- Javier Perez (índio norte-americano)
- James Lee (soldado)
- J. J. Lippold (vaqueiro)
- James Kwong (operário)
- Nicholas Manelick (cowboy)

## Discografia

### Álbuns
| Álbum                | Ano de lançamento |
| -------------------- | ----------------- |
| Village People       | 1977              |
| Macho Man            | 1978              |
| Cruisin'             | 1978              |
| Go West              | 1979              |
| Live and Sleazy      | 1979              |
| Can't Stop the Music | 1980              |
| Renaissance          | 1981              |
| Fox on the Box       | 1982              |
| Sex Over the Phone   | 1985              |

### Compilações e demais álbuns
- Live: Seoul Song Festival (1990)
- Yule Log: A very Village People Christmas (1991)
- Greatest Hits (1992)
- Greatest Hits '89 Remixes (1993)
- The Best of Village People (1994)
- The Very Best Of (1998)
- 20th Century Masters, The Millennium Collection ... The Best of Village People Sex (2001)
- Vilage of de HSBC;... My Friend Selegatto (2011)

## Filmografia
- Can't Stop The Music (1980)